# Lea Brøgger
Lea Risum Brøgger (født 12. februar 1956) er en dansk skuespiller.
Lea Brøgger blev uddannet fra Statens Teaterskole i 1980, og debuterede allerede på film under tiden på teaterskolen med en rolle i Vinterbørn i 1978. Senere blev hun medlem af teatergruppen "Cisternerne", og blev tilknyttet Gladsaxe Teater.

## Filmografi
- Vinterbørn (1978)
- Pigen fra havet (1980)
- Langturschauffør (1981)
- Midt om natten (1984)
- Sangen om kirsebærtid (1990)
- Riget I (1994)
- Kun en pige (1995)
- Skat - det er din tur (1997)